# Det Hoffensbergske Etablissement
Det Hoffensbergske Etablissement A/S, også Hoffensberg, Jespersen & Fr. Trap, var et dansk bogtrykkeri og grafisk virksomhed i København med rødder tilbage til et litografisk værksted, som var etableret ca. 1844 af sergent Frantz Hoffensberg sen. (1804-1849).
I 1874 sammensluttede sønnen Julius Hoffensberg (1828-1895) sit firma med Otto Schwartz Eftf.s Boghandel, grundlagt 17. september 1850 og Em. Bærentzen & Co.s litografiske etablissement, grundlagt ca. 1839 af Emilius Ditlev Bærentzen (1799-1868); tillige overtoges G.S. Wibes Bogtrykkeri, grundlagt i 1859. I 1890 omdannedes den samlede virksomhed til et aktieselskab. 
Christian Diderik Scherfig (1859-1931) var direktør for firmaet. I 1950 hed direktøren H.J. Helger (1882-1954). Firmaet eksisterede indtil 1972, hvor det trådte i likvidation.
Firmaet lå i Kronprinsessegade 28.